# Стадио Олимпико ди Торино
Стадио Олимпико ди Торино (на италиански: Stadio Olimpico di Torino) е построен през 1933 г. заради Световното първенство в Италия през 1934 г. Тогавашното му име е Стадио Мусолини (Stadio Mussolini). След края на Втората световна война е прекръстен на Стадио Комунале (Stadio Comunale). В продължителен период приютява Ювентус и Торино при домашните им мачове до откриването на Стадио деле Алпи (Stadio delle Alpi) през 1990.
През 2006 г. е обновен, името му е сменено на Стадио Олимпико ди Торино (Stadio Olimpico di Torino), има 27 994 покрити седящи места, а размерът на игрището е 105х68 м.